# Yako (département)
Yako est un département et une commune rurale situé dans la province du Passoré de la région Nord au Burkina Faso. En 2006, le département comptait 80 926 habitants.

## Villages
Le département se compose d'un village chef-lieu (populations actualisées en 2006) :
- Yako (22 685 habitants)

et de quarante villages :
- Baskaré (755 habitants)
- Bouboulou (2 746 habitants)
- Boulma (2 638 habitants)
- Boura (873 habitants)
- Bouria (2 390 habitants)
- Douré (1 682 habitants)
- Gandado (945 habitants)
- Gobila (223 habitants)
- Gollo (849 habitants)
- Gonsin (797 habitants)
- Goungha (1 155 habitants)
- Kabo (2 292 habitants)
- Kéo (608 habitants)
- Koalla (1 350 habitants)
- Koaltanghin (2 315 habitants)
- Kolbila (1 634 habitants)
- Lilbouré (1 632 habitants)
- Moutoulou (3 417 habitants)
- Nagséné (1 463 habitants)
- Nambéguian (684 habitants)
- Napan (442 habitants)
- Noussou (948 habitants)
- Ouaellé (981 habitants)
- Ouedkiongo (488 habitants)
- Pélegtenga (2 641 habitants)
- Petit-Samba (3 565 habitants)
- Ragounda (418 habitants)
- Rallo (1 888 habitants)
- Rawéma (130 habitants)
- Roumtenga (2 025 habitants)
- Sabo (712 habitants)
- Saria (1 018 habitants)
- Sassa (1 708 habitants)
- Soa (401 habitants)
- Song-Naba (3 882 habitants) [2]
- Tanghin (1 031 habitants)
- Taonsgho (967 habitants)
- Tibin (1 621 habitants)
- Tindila (1 621 habitants)
- Zizon (1 306 habitants)